# Тимок
Тимок (серб. Тимок, болг. Тимок, лат. Timacus) — річка на Балканах, в Сербії і Болгарії, права притока р. Дунай. Бере початок у західній частині хребта Стара-Планина і має яскраво виражений гірський характер; у середній течії перетинає гірську, горбисту височину; в нижній частині річка приймає спокійний, рівнинний характер. Впадає в Дунай між м.Відін (Болгарія) і так званими Залізними Воротами (ущелина на Дунаї).
Через горбистість рельєфу Балкан річка майже несуднохідна, хоча її води використовують у господарських цілях і для зрошення. У нижній своїй течії протягом близько 15 км служить природним кордоном між Сербією (раніше Югославією) і Болгарією. Довжина річки — 202 км, площа басейну близько 4 630 км². Середні витрати води в нижній течії близько 40 м³/с. Весняна повінь, пов'язана з таненням снігу і проливними дощами. На річці Тимок розташовані сербські міста Княжеваць і Заєчар, недалеко від гирла болгарське селище Брегово.

## Дренажна система
Тимок також називають «Великий Тимок», щоб відрізняти річку від її приток, які утворюються злиттям річок «Білий Тимок» і «Чорний Тимок» в Заєчарі. Білий Тимок утворюється злиттям річок Княжевицький Тимок і Торговиштський Тимок у Княжеваці.

## Течія
Річка повертає на північний захід після свого утворення на Заєчарі, тече поруч із селами Трнаваць, Брусник, Заєчара. У нижній течії Тимок не має великих поселень на сербській стороні. Перш ніж вона впадає в Дунай як її права притока, Тимок стає прикордонною річкою, що проходить поруч із болгарським містом Брегово і селом Балей. Гирло річки являє собою саму північну точку Болгарії і формується на висоті тільки 28 м над рівнем моря, що робить його найнижчою точкою Сербії. Середня витрата води становить 24 м³/с, але вона може вирости до 40 м³/с. Також Тимок є частиною Чорноморського водозбірного басейну.

## Історія
Басейн річки і особливо місцевість у районі її гирла в середні віки стали місцем перетину трьох культур (сербської, болгарської та волоської / румунської) і в історію Балканського регіону увійшли під назвою Тимоцька долина. Найдавніші мешканці області за часів античності піддалися романізації і склали основу етногенезу місцевого романомовного народу — влахів. Тимоцька долина і Воєводина Сербії близького сучасним румунам[джерело?].
У цьому регіоні традиційно сповідують православ'я. Перші слов'янські поселенці з'явилися в долині у VII столітті.